# Зелений Бор (станція)
Зелений Бор — залізнична станція тупикової лінії Болшево — Фрязино Ярославського напрямку Московської залізниці. Знаходиться в Пушкінському районі Московської області. Входить до Московсько-Курського центру організації роботи залізничних станцій ДЦС-1 Московської дирекції управління рухом. За основним характером роботи є проміжною, за обсягом роботи віднесена до 2 класу. Раніше була станцією 3 класу.
Не обладнана турнікетами.
Час руху від Москва-Пасажирська-Ярославська близько 55 хвилин, від станції Фрязино — близько 22 хвилин.

## Опис
Станція є проміжною для 33 пар приміських електропоїздів (32 до платформи Фрязино-Пас. та 1 до платформи Дитяча), а також кінцевою для 2 пар приміських електропоїздів на день при денному і нічному відстої потягів. Також є кінцевою для вантажних поїздів зі станцій Лосиноострівська, Фрязино, Івантєєвка. Використовується в основному як роз'їзд на одноколійному фрязинському напрямку, також є декілька колій для відстою вантажних потягів. На північ від станції розташовуються поле, невелике дачне селище, невелике житлове містечко і дитячий бронхолегеневий санаторій № 68 ім. Русакова, на північ примикає Івантєєвський завод ЗБК, найближчий до станції житловий масив — вул. Комбікормового заводу в сел. Лісові Поляни (приблизно в 0,7 км), внаслідок чого пасажиропотік на станції дуже невеликий.